# Rosa Aguilar Chinea
Rosa María Aguilar Chinea (Arure, La Gomera, 1970) es licenciada en informática desde 1993 por la Universidad de Las Palmas de Gran Canaria y catedrática de Ingeniería de Sistemas y Automática desde 2015. Desde septiembre de 2023 es Delegada del Gobierno de Canarias en Madrid, desde mayo de 2019 a abril de 2023 fue rectora de la Universidad de La Laguna y en 2022 recibió la Medalla de Oro de Canarias y el Premio Compromiso con la Profesión de itSMF España.

## Trayectoria
Nació en el pueblo de Arure, en el Valle Gran Rey. Vivió desde que era muy pequeña en Tenerife. Se licenció en Informática en la Universidad de Las Palmas de Gran Canaria (1993) y es doctora en Informática, Ingeniería de Sistemas y Automática por la Universidad de La Laguna (1998). Inicia su trayectoria docente en 1993 en esta universidad, donde desde 2015 es catedrática de Ingeniería de Sistemas y Automática.

### Investigación
Inicia sus investigaciones dentro del grupo de computadoras y control en diversas líneas (control, simulación, educación, etc.) y, a raíz de su tesis doctoral, lidera una nueva línea de investigación sobre sistemas discretos y análisis de datos. En 2019 cuando asumió el puesto de rectora. Sus proyectos activos abordan: energías renovables con el ITER, turismo en colaboración con la ULPGC, y bioingeniería, concretamente en el trastorno del espectro autista, con neurofisiólogos de la Universidad de La Laguna.
Ha participado en algo más de 20 proyectos de investigación competitivos, en tres de ellos como investigador principal, y en un número similar de proyectos de transferencia con empresas. Ha publicado más de 40 artículos en revistas nacionales e internacionales, 30 de ellas indexadas en JCR, de los cuales 10 en el primer cuartil, y presentado más de 60 comunicaciones en congresos nacionales e internacionales.

### Gestión universitaria
De 2009 a 2015 fue Vicerrectora de Tecnología de la Información y Servicios Universitarios de la Universidad de La Laguna. En mayo de 2019 fue elegida rectora de la Universidad de la Laguna en segunda vuelta con un 63,6% de los votos, frente al 36,4% logrado por su rival Gloria Rojas, sustituyendo en el cargo a Antonio Martinón. Es la segunda mujer al frente de esta universidad. La primera fue María Luisa Tejedor, catedrática de Edafología y Química Agrícola. 
En octubre de 2019, Aguilar presentó un plan de gobierno para la Universidad con 300 medidas a desarrollar en cuatro años. Entre los problemas más importantes de la universidad considera que está la falta de presupuesto y el relevo generacional.
Durante su mandato, la Universidad de la Laguna sufrió la pandemia del COVID-19, con las consecuentes restricciones en el acceso a las aulas, materiales y demás servicios. En agosto de 2020, la Universidad de La Laguna remitió a la Agencia Nacional de Evaluación de la Calidad un plan pormenorizado con diferentes escenarios para el desarrollo de la actividad docente. En él se planteaba mantener la máxima presencialidad mientras fuera posible, teniendo en cuenta las medidas higiénico-sanitarias, y los mecanismos para continuar la docencia en caso de un nuevo confinamiento que impidiera el acceso a las aulas. También se pusieron en marcha varios planes de apoyo institucional. Entre ellos, el Plan de digitalización y brecha digital, con el que se pretendía atender las necesidades de alumnado, profesorado y personal de administración y servicios. Así, la institución señala que se prestaron 375 ordenadores portátiles, 48 cámaras web y 390 conexiones a Internet durante el estado de alarma de final del curso 2019-2020; y que se prestarían 300 ordenadores durante el curso 2020-2021. La Universidad de La Laguna también anunció que se realizarían 20000 PCR en un programa de cribado dirigido a toda la comunidad universitaria. Las pruebas las realizaría el Instituto de Enfermedades Tropicales y Salud Pública de Canarias, el cual fue validado por el Instituto de Salud Carlos III como uno de los centros nacionales autorizados para hacer pruebas de COVID-19.

### Delegada del Gobierno de Canarias
En septiembre de 2023, tras finalizar su mandado como rectora de la Universidad de La Laguna, es nombrada Delegada del Gobierno de Canarias en Madrid a propuesta de la Agrupación Socialista Gomera.

## Honores y distinciones
- (2022) Medalla de Oro de Canarias.[2]
- (2022) Premio Compromiso con la Profesión de itSMF España.[3]